# Erikjonssonita
La erikjonssonita és un mineral de la classe dels halurs. Rep el nom honor del mineralogista suec Dr. Erik Jonsson (n. 1967), geòleg sènior del Servei Geològic de Suècia i professor adjunt del Departament de Ciències de la Terra de la Universitat d'Uppsala.

## Característiques
La erikjonssonita és un halur de fórmula química (Pb32O21)[(V,Si,Mo,As)O₄]₄Cl9. Va ser aprovada com a espècie vàlida per l'Associació Mineralògica Internacional l'any 2018, sent publicada per primera vegada el 2019. Cristal·litza en el sistema monoclínic. La seva duresa a l'escala de Mohs és 2,5. Es troba relacionada estructuralment i químicament amb l'hereroïta, i també químicament amb la janchevita, la kombatita i la vanadinita.
L'exemplar que va servir per a determinar l'espècie, el que es coneix com a material tipus, es troba conservat a les col·leccions del Museu Mineralògic Fersmann, de l'Acadèmia de Ciències de Rússia, a Moscou (Rússia), amb el número de registre: 5226/1.

## Formació i jaciments
Va ser descoberta a la mina Kombat, a Grootfontein (Regió d'Otjozondjupa, Namíbia), on es troba en forma de grans tabulars, aplanats en (010), de color vermell ataronjat de fins a 0,5 mm. Es tracta de l'únic indret de tot el planeta on ha estat descrita aquesta espècie mineral.